# Michael Underwood (auteur)
 (février 2019).
Pour les articles homonymes, voir Underwood.
Michael Underwood, pseudonyme de John Michael Evelyn, né le 2 juin 1916 à Worthing, Sussex de l’Ouest, et décédé le 28 novembre 1992 à Brighton, Sussex de l’Est, est un auteur britannique de roman policier.

## Biographie
John Michael Evelyn fait des études supérieures à l’université d'Oxford et obtient un diplôme en droit.  Pendant la Seconde Guerre mondiale, il sert dans l’armée britannique.  À la fin du conflit, en 1946, il entre au département du ministère public (Public Prosecutions) de Londres en qualité d’avocat.  Il exerce ses fonctions jusqu’en 1976, moment où il est honoré en devenant compagnon de l’ordre du Bain.
En parallèle à sa carrière officielle, il publie sous le pseudonyme de Michael Underwood des whodunits de facture classique, où il met à profit ses connaissances du milieu judiciaire et des procédures policières dans l’esprit des œuvres de Erle Stanley Gardner.  Dans son premier roman, Murder in Trail (1954), il crée l’inspecteur londonien Simon Marton, héros d’une douzaine d’enquêtes, avant d’abandonner cette série au milieu des années 1960 pour écrire des romans moins répétitifs, où s'ajoute à l'occasion un zeste de thriller et d'espionnage.  Ainsi, dans les aventures du sergent détective Nick Atwell (parfois orthographié Attwell en traduction française) et de sa femme Clare, l'auteur ménage quelques surprises dans la construction de ses récits.  Dans l’avant-dernier roman des Atwell apparaît furtivement l’avocate Rose Epton, à qui Underwood accorde bientôt une quinzaine de titres. La sagacité et la finesse de cette intrépide héroïne assurent à ses toniques aventures un équilibre bien maîtrisé entre gravité et légèreté. Hormis cette série, Underwood termine sa carrière avec une succession d’ouvrages de bonne facture, notamment Un juge en colère et La parole est à la défense, où il laisse filtrer une fine critique de l’appareil judiciaire britannique. 
Membre du prestigieux Detection Club dès 1959, il a également été président du Crime Writers Association (en) en 1964-1965.

## Œuvre

### Romans

#### SérieInspecteur Simon Manton
- Murder on Trial (1954)
- Murder Made Absolute (1955) Publié en français sous le titre L’Homme qui toussait trop, Paris, Librairie des Champs-Élysées, Le Masque no 1110, 1970
- Death on Remand (1956) Publié en français sous le titre L’Avocat des fripouilles, Paris, Librairie des Champs-Élysées, Le Masque no 1052, 1969
- False Witness (1957)
- Lawful Puirsuit (1958) Publié en français sous le titre Cherchez le juge, Paris, Presses Internationales, coll. Inter-Police no 41, 1960
- Arm of the Law (1959)
- Cause of Death (1960) Publié en français sous le titre Le Meurtre de la vieille dame, Paris, Édition de Trévise, coll. « Le Cachet » no 10, 1961
- Death by Misadventure (1960) Publié en français sous le titre Accident de parcours, Paris, Librairie des Champs-Élysées, Le Masque no 1076, 1969
- Adam’s Case (1961) Publié en français sous le titre Au risque de tout perdre, Paris, Librairie des Champs-Élysées, Le Masque no 1095, 1969
- The Case Against Philip Quest (1962) Publié en français sous le titre Le comptable encaisse mal, Paris, Librairie des Champs-Élysées, Le Masque no 1103, 1969
- Girl Found Dead (1963)
- The Crime of Colin Wise (1964)
- The Anxious Conspirator (1991) Publié en français sous le titre Un prisonnier de trop, Paris, Librairie des Champs-Élysées, Le Masque no 1034, 1968

#### SérieRichard Monk
- The Man Who Died on Friday (1967)
- The Man Who Killed Too Soon (1968)

#### SérieMartin Ainsworth
- The Shadow Game (1970) Publié en français sous le titre Merci, Mr. Peacock, Paris, Librairie des Champs-Élysées, Le Masque no 1235, 1972
- The Trout in the Milk (1971) Publié en français sous le titre L’Avocat sans perruque, Paris, Librairie des Champs-Élysées, Le Masque no 1282, 1973 ; réédition, Paris, Librairie des Champs-Élysées, Club des Masques no 462, 1982
- Reward for a Defector (1973)
- A Pinch of Snuff (1974) Publié en français sous le titre Les Tabatières, Paris, Librairie des Champs-Élysées, Le Masque no 1687, 1982
- The Unprofessional Spy (1975)

#### SérieAvocate Rose Epton
- Crime upon Crime (1980) Publié en français sous le titre Trop mort pour être honnête, Paris, Librairie des Champs-Élysées, Le Masque no 1817, 1986
- Double Jeopardy (1981)
- Goddess of Death (1982) Publié en français sous le titre La Déesse de la mort, Paris, Librairie des Champs-Élysées, Club des Masques no 538, 1984
- A Party to Murder (1983) Publié en français sous le titre À ne pas tuer avec des pincettes, Paris, Librairie des Champs-Élysées, Le Masque no 1842, 1986
- Death in Camera (1984)
- The Hidden Man (1985)
- Death at Deepwood Grange (1986)
- The Injudicious Judge (1987)
- The Uninvited Corpse (1987)
- Dual Enigma (1988)

- A Compelling Case (1989)
- A Dangerous Business (1990)
- Rosa’s Dilemma (1990)
- The Seeds of Murder (1991)
- Guilty Conscience (1992)

#### SérieNick et Clare Attwell
- The Juror (1975) Publié en français sous le titre Messieurs les jurés, Paris, Librairie des Champs-Élysées, Le Masque no 1484, 1977 ; réédition, Paris, Librairie des Champs-Élysées, Club des Masques no 485, 1982
- Menaces, Menaces (1976) Publié en français sous le titre Sucre en poudre, Paris, Librairie des Champs-Élysées, Le Masque no 1531, 1978
- The Fatal Trip (1977) Publié en français sous le titre Une femme sans mêle, Paris, Librairie des Champs-Élysées, Le Masque no 1552, 1979
- Murder with Malice (1977) Publié en français sous le titre Bonne chance, Mrs. Attwell, Paris, Librairie des Champs-Élysées, Le Masque no 1541, 1978
- Crooked Wood (1978) Publié en français sous le titre Qui a payé le tueur ?, Paris, Librairie des Champs-Élysées, Le Masque no 1596, 1980
- Anything but the Truth (1978) Publié en français sous le titre Rien que la vérité, Paris, Librairie des Champs-Élysées, Le Masque no 1611, 1980

#### Autres romans
- A Crime Apart (1966) Publié en français sous le titre La Clé au ruban rouge, Paris, Librairie des Champs-Élysées, Le Masque no 1025, 1968
- Shem’s Demise (1970) Publié en français sous le titre La Dent du blaireau, Paris, Librairie des Champs-Élysées, Le Masque no 1185, 1971
- The Silent Liars (1970)
- Smooth Justice (1979) Publié en français sous le titre Un juge en colère, Paris, Librairie des Champs-Élysées, Le Masque no 1639, 1981
- Victim of Circumstance (1979) Publié en français sous le titre La parole est à la défense, Paris, Librairie des Champs-Élysées, Le Masque no 1663, 1981
- A Clear Case of Suicide (1980) Publié en français sous le titre L’Étui à cigarettes, Paris, Librairie des Champs-Élysées, Le Masque no 1698, 1982
- The Hand of Fate (1981) Publié en français sous le titre La Main de ma femme, Paris, Librairie des Champs-Élysées, Club des Masques no 531, 1984

### Nouvelles
- Coincidence (1957)
- Operation Cash (1972)
- Murder at St. Oswald’s (1978)
- Death at the Opera (1980)
- Finale (1980)
- O.K. Murder (1983)

## Sources
- Jacques Baudou et Jean-Jacques Schleret, Le Vrai Visage du Masque, vol. 1, Paris, Futuropolis, 1984, 476 p. (OCLC 311506692), p. 436-437.
- Anne Martinetti, "Le Masque" : histoire d'une collection, Amiens, Encrage, coll. « Références » (no 3), 1997, 143 p. (ISBN 978-2-906389-82-3), p. 97-98.
- Claude Mesplède (dir.), Dictionnaire des littératures policières, vol. 2 : J - Z, Nantes, Joseph K, coll. « Temps noir », 2007, 1086 p. (ISBN 978-2-910686-45-1, OCLC 315873361), p. 920-921.